# Аеродром Ренк
Аеродром Ренк (: ) је ваздухопловно пристаниште код града Ренк у вилајету Горњи Нил у Јужном Судану. Смештен је на 381 метар надморске висине и има полетно-слетну стазу дужине 1.097 метара.